# New Zealand Football
Der neuseeländische Fußballverband New Zealand Football (NZF) wurde 1891 unter dem Namen New Zealand Soccer gegründet. Die Namensänderung von Soccer auf Football erfolgte 2007.
1948 trat der NZF dem Fußballweltverband FIFA bei und ist seit 1966 als Gründungsmitglied Mitglied des ozeanischen Fußballverbandes, der Oceania Football Confederation (OFC).
Der Hauptsitz liegt in Albany. Dem NFZ gehören die sieben regionalen Verbände an.
Die höchste Spielklasse der Männer ist die ASB Premiership.